# Chaetodipus
Genre
Chaetodipus est un genre de mammifères rongeurs de la famille des Heteromyidae. Ce sont des souris à poil dur qui font partie des souris à poches, c'est-à-dire à larges abajoues.
Ce genre a été décrit pour la première fois en 1889 par un zoologiste américain, Clinton Hart Merriam (1855-1942).

## Liste d'espèces
Selon Mammal Species of the World (version 3, 2005)  (26 nov. 2012), ITIS (26 nov. 2012), Catalogue of Life (26 nov. 2012), NCBI (26 nov. 2012) et Paleobiology Database (26 nov. 2012) :
- Chaetodipus arenarius Merriam, 1894
- Chaetodipus artus Osgood, 1900
- Chaetodipus baileyi (Merriam, 1894) - Souris à poche de Bailey[1]
- Chaetodipus californicus (Merriam, 1889) - Souris à poche de Californie[1]
- Chaetodipus dalquesti (Roth, 1976) - espèce non reconnue par ITIS, CatalogueofLife et TPCB
- Chaetodipus eremicus (Mearns, 1898) - espèce non reconnue par TPCB
- Chaetodipus fallax (Merriam, 1889)
- Chaetodipus formosus (Merriam, 1889)
- Chaetodipus goldmani Osgood, 1900
- Chaetodipus hispidus (Baird, 1858)
- Chaetodipus intermedius (Merriam, 1889)
- Chaetodipus lineatus Dalquest, 1951
- Chaetodipus nelsoni (Merriam, 1894)
- Chaetodipus penicillatus (Woodhouse, 1852)
- Chaetodipus pernix J. A. Allen, 1898
- Chaetodipus rudinoris (Elliot, 1903) - espèce non reconnue par ITIS, CatalogueofLife et TPCB
- Chaetodipus spinatus (Merriam, 1889)